# 埃地沃兹
埃地沃兹（Edwards Ltd）是英國一家真空工程公司，总部位于英国西萨塞克斯郡的布傑斯希爾。该公司制造和銷售真空设备（真空泵）、減排设备以及尾氣處理系統。2014年1月，埃地沃兹成為阿特拉斯·科普柯集团的全资子公司。